# Тригеминални ганглион
Тригеминални, Гасеров или полумесечасти ганглион (лат. ganglion trigeminale - Gasseri) је ганглион придодат сензитивном корену трограног кранијалног живца. Смештен је у тригеминалној дупљи (у дупликатури твре мождане опне) и има облик полумесеца чија је конкавна страна окренута нагоре и уназад. Са ове стране у ганглион улази сензитивни корен тригеминуса, док са његове конвексне стране полазе завршне гране нерва: офталмични, горњовилични и доњовилични живац.
Гасеров ганглион сачињавају тзв. псеудоуниполарне ћелије од којих полазе сензитивна влакна трограног живца која се завршавају у сензитивним једрима можданог стабла.
Назив ганлиона потиче од имена аустријског анатома Јохана Лоренца Гасера (1723-1765).